# Чепелюк, Александр Игоревич
Алекса́ндр И́горевич Чепелю́к (укр. Олександр Ігорович Чепелюк; род. 5 сентября 1997, Луцк) — украинский футболист, полузащитник

## Биография

### Ранние годы
Воспитанник ДЮСШ луцкой «Волыни», куда его привёл отец, и где его первым тренером был Николай Клёц. С 2009 по 2014 год провёл 74 матча и забил 2 мяча в чемпионате ДЮФЛ, где играл под руководством Ярослава Комзюка. Из-за не слишком высокой скорости с самого начала был поставлен тренерами на позицию опорного полузащитника.

### Клубная карьера
За юниорскую (U-19) команду «Волыни» дебютировал 20 августа 2014 года в выездной встрече против «Скалы», а за молодёжную (U-21) команду впервые сыграл 4 апреля 2015 года в домашнем поединке против луганской «Зари».
29 ноября 2015 года дебютировал в основном составе «Волыни» в домашнем матче Премьер-лиги против запорожского «Металлурга», выйдя на замену вместо Олега Герасимюка на 84-й минуте встречи.

## Статистика
| Клуб   | Лига         | Сезон   | Чемпионат | Чемпионат | Кубок | Кубок | Дубль | Дубль |
| Клуб   | Лига         | Сезон   | Игры      | Голы      | Игры  | Голы  | Игры  | Голы  |
| ------ | ------------ | ------- | --------- | --------- | ----- | ----- | ----- | ----- |
| Волынь | Премьер-лига | 2014/15 |           |           |       |       | 5     | 0     |
| Волынь | Премьер-лига | 2015/16 | 1         | 0         | 1     | 0     | 9     | 0     |

## Семья
Отец и дядя Чепелюка тоже занимались футболом, играли на любительском уровне, от них он «унаследовал» прозвище «Чиля», как их аналогично называли партнёры в командах. Дед Василий — Народный артист Украины, с его подачи Александр некоторое время посещал музыкальную школу.